# Maximiliano Duque
Maximiliano Duque Gómez (Tello, 14 de abril de 1894 - 1 de febrero de 1983) fue un médico cirujano, diplomático y político colombiano, miembro del Partido Conservador Colombiano.
Duque fue concejal de Tello y Neiva, asambleísta de Neiva, representante a la cámara por Huila y senador de Colombia, todo a nombre del conservatismo. Entre 1929 y 1930 ejerció la gobernación de su departamento, donde se convirtió con el tiempo en uno de los caciques conservadores más importantes de la región.